# Бортников, Пётр Трофимович
Пётр Трофимович Бортников (? — 8 октября 1791, Тотьма, Вологодское наместничество) — первый вологодский губернский архитектор. Приехал в Вологду и начал работать не ранее 1785 года. Наиболее известен созданием архитектурного ансамбля Каменного моста.

## Биография
Изначально Бортников был известен только по своей работе в Москве, где в 1773 году он составил проекты перепланировки и застройки после пожара некоторых частей города (районы Тверской, Таганки, Кожевников), находясь в должности «архитектуры I класса помощника». Автор проекта Палат Щербакова в Лефортово.
В 1781 году он находился на службе в Каменном приказе.
В 1785 году Бортников начал работу в Вологодском наместничестве с составления проекта винных подвалов для Вельска, руководствуясь чертежами Левенгагена. В Вологде занялся составлением проектов и наблюдением за строительством.
Умер 8 октября 1791 года, находясь в пути из Тотьмы в Вологду, где находился по служебной надобности.